# WASP-6 b
WASP-6b — экзопланета открытая в 2008 году, проектом SuperWASP, методом транзитов. Масса планеты составляет половину юпитерианской, в то время как размеры больше размеров Юпитера. Температура оценивается примерно в 2000 градусов Цельсия, так как планета близка к своей звезде. Большая полуось планеты всего 0,026 а. е.